# ブルックランズ
ブルックランズ (Brooklands ) は、イギリスのサリー州ウェイブリッジにかつて存在したサーキット兼飛行場。サーキットはモータースポーツ専用に建設された世界初の常設コースである。

## モータースポーツ

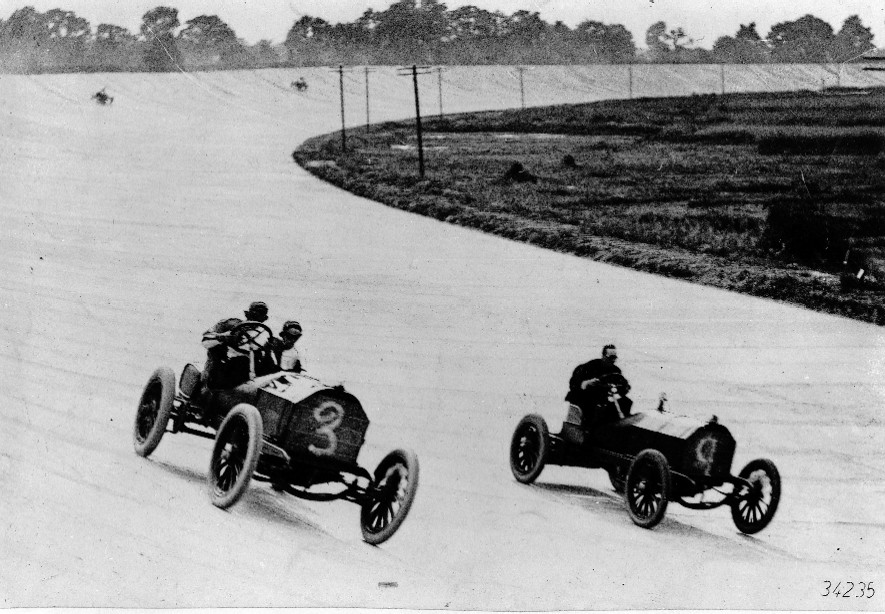
1907年のブルックランズ

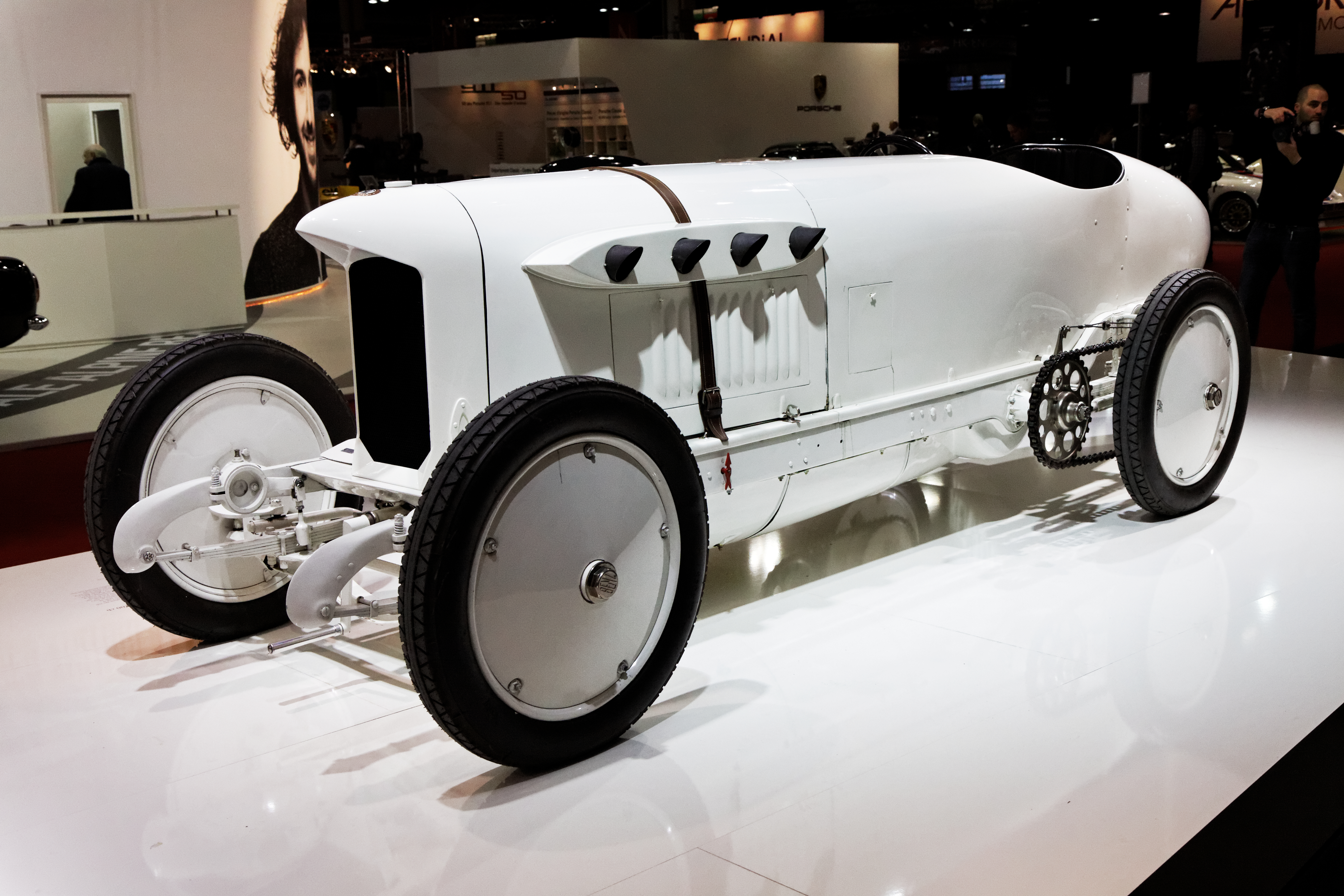
ブリッツェン・ベンツ

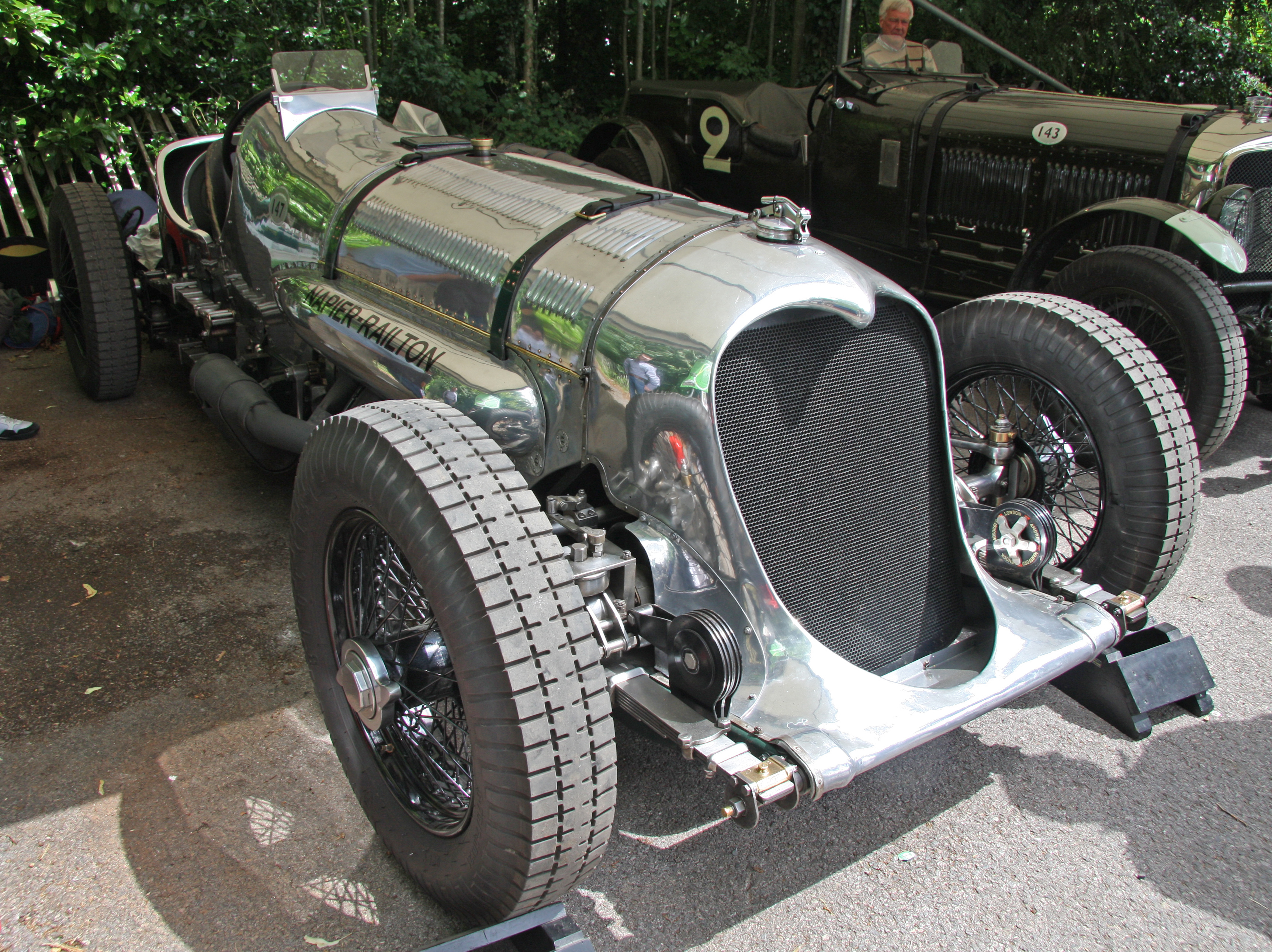
ネイピア・レイルトン

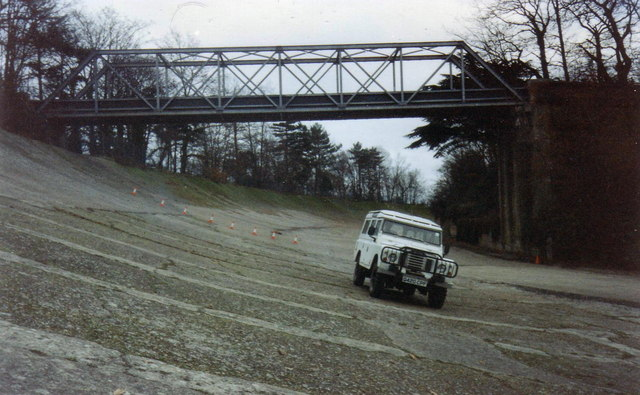
「メンバーズ・バンキング」の傾斜路

20世紀初頭、グレートブリテン島の公道では20mph（時速32km）という制限速度があり、レースを行うときにはアイルランド島やマン島の公道を使用していた。サリー州の男爵家の子息ヒュー・ロック・キングは英国自動車産業の遅れを憂い、私財15万ポンドを投じて、ロンドン南西の領地にコンクリート舗装路面のクローズド・サーキットを建設した。施設は1907年6月17日にオープンし、その土地に小川 (brook) が流れていたことから「ブルックランズ」と命名された。
サーキットは1周2.75マイル (4.43km) の楕円形（オーバルトラック）で、反時計回りに周回する。コース幅は100フィート（約30m）と広く、大小のループセクションには「バイフリート・バンキング」と「メンバーズ・バンキング」と呼ばれる高さ30フィート（約9m）のバンクが付けられた。中央にはパドック/メインスタンドを備える「フィニッシング・ストレート」が走り、これを含めると全長3.25マイル (5.23km) になった。完成間近の頃アメリカから視察団が訪れ、彼らはインディアナポリス・モーター・スピードウェイを建設することになる（1909年オープン）。
超高速コースという性格上、当地では自動車の限界性能を試すレコードランがよく行われた。開業時には、コース設計の助言者でもあるセルウィン・エッジ (Selwyn Edge) が単身で24時間高速耐久走行に挑み、走行距離1,581マイル (2,544km) 、平均速度66mph (106km/h) で完走した（夜間はコースに数百のランタンを並べて照明にした）。1909年11月にはヴィクトール・エメリ (Victor Hémery) が21.5L 直列4気筒エンジンを搭載するブリッツェン・ベンツ (Blitzen Benz) をドライブして、史上初めて200km/hを超える125.946mph (202.691km/h) をマークした（当時は飛行機よりも車のほうが速かった）。1935年にはレーサーのジョン・コッブ (John Cobb) が航空機用のネイピア ライオンエンジン（24L W型12気筒）を搭載するネイピア・レイルトン (Napier-Railton) をドライブして、平均速度230.8km/h（最高速度265.5km/h）というブルックランズの永久レコードを樹立した。また、コース脇の丘（テストヒル）の斜面では登坂性能テストが行われた。
競走会としては24時間レースや500マイルレースなどの各種イベントのほか、モーターサイクルのレースも行われた。1926年と1927年には、フィニッシング・ストレートに2つの臨時シケインを設けた2.616マイル (4.2km) のレイアウト で、第1回・第2回のイギリスグランプリが開催された。第1回はドラージュを乗り継いだロベール・セネシェルとルイ・ワグナー (Louis Wagner) が優勝した。
1937年にはレーサーのマルコム・キャンベルの提唱により、メンバーズ・バンキングのインフィールドに2.25マイル (3.62km) のテクニカルコースが付け加えられ、通称「キャンベル・サーキット」と呼ばれた。
1939年、第二次世界大戦が勃発すると政府に徴用され、軍用機の生産拠点となった（後述）。滑走路造成のためバンクが削られたほか、ドイツ空軍の空襲による被害や、それを避けるためのカモフラージュによってコースの原型が失われていき、終戦後もサーキットとして復活することはなかった。
バンクの一部及びテストヒルは現存しており、一般公開こそされていないものの自動車での走行が可能な程度には保たれ、テレビ番組の収録などで使用されることがある（後述）。

## 航空

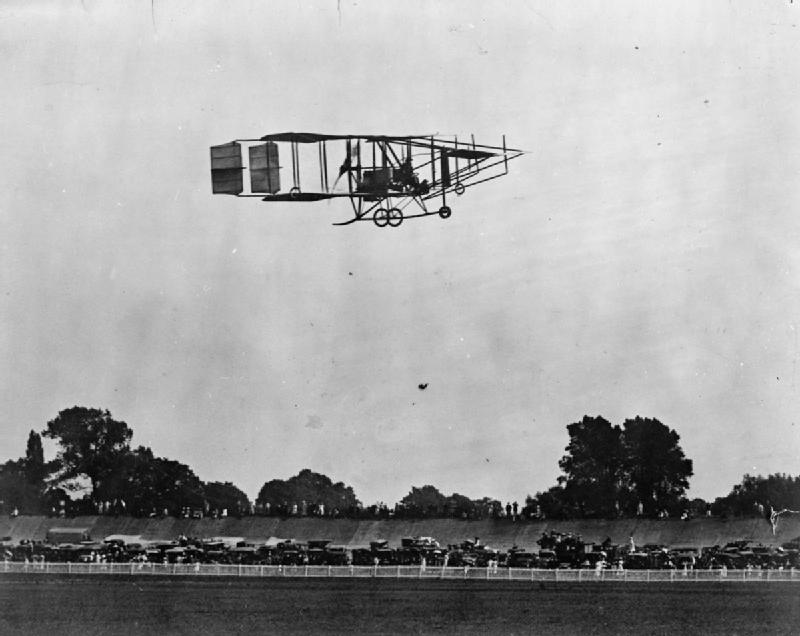
第一次世界大戦前のブルックランズ飛行場

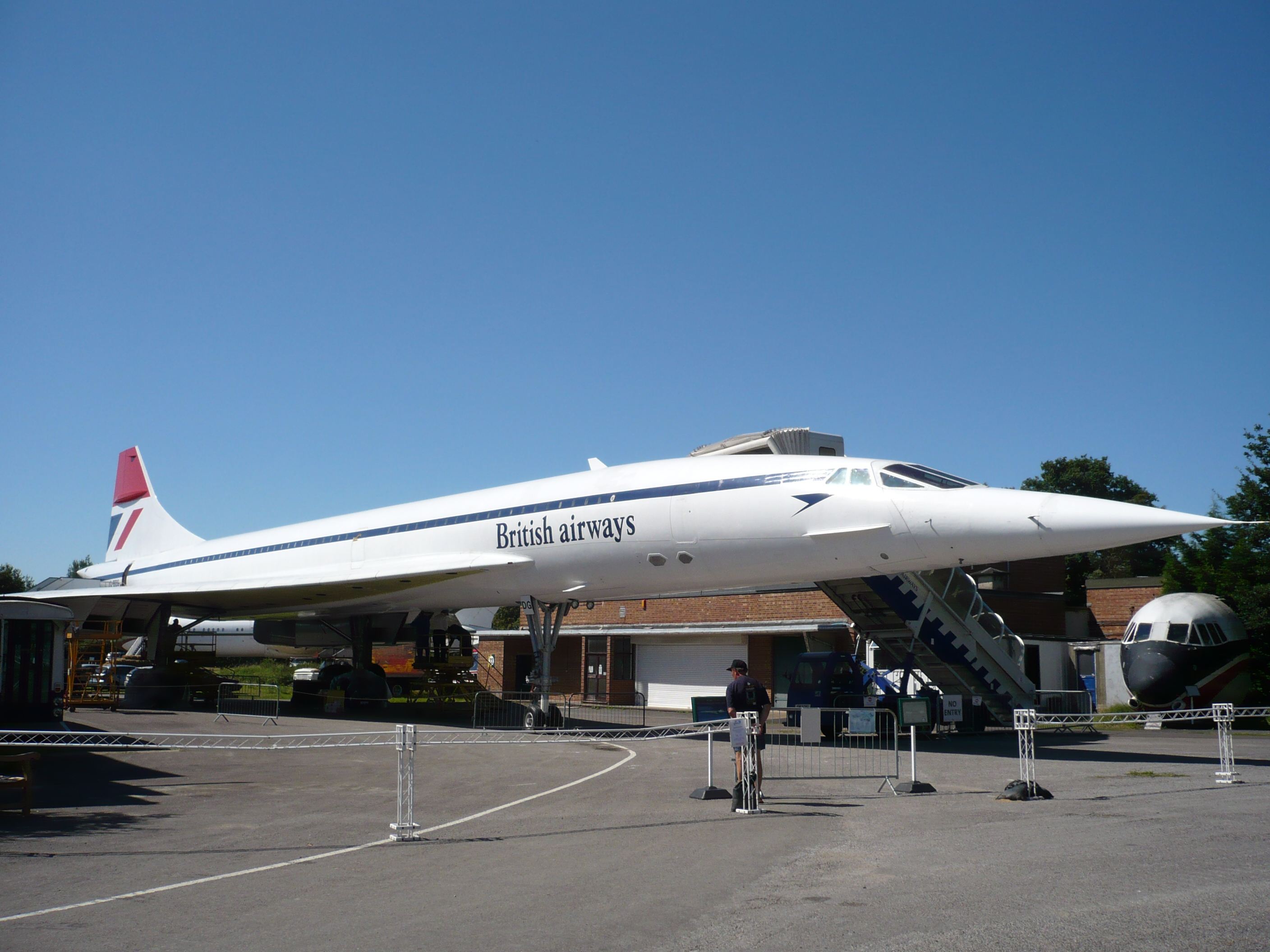
ブルックランズ博物館所蔵のコンコルド (G-BBDG, "Delta Golf")

ブルックランズはかつてイギリス航空産業の中心地のひとつだった。1908年6月8日には当地でイギリス人が初めて自国で飛行を行ったとされる（詳細はアリオット・ヴァードン・ローを参照）。1910年にはコース内側の平坦な草地にイギリスで最も古い飛行場のひとつが整備され、飛行訓練や試験飛行、展示飛行、エアレースなどが行われた。1911年には世界初の航空旅券販売所が設けられた。
第一次世界大戦頃より航空機の生産・開発拠点となり、第二次世界大戦中はハリケーン戦闘機やウェリントン爆撃機などを製造した（ハリケーンの試作機は1935年11月にブルックランズで初飛行を行った）。ソッピース、ヴィッカース、ホーカー、ブリティッシュ・エアクラフト・コーポレーション (BAC) 、ブリティッシュ・エアロスペース (BAe) どの現地工場において、のべ250機種18,600機が翼を授けられた。1980年代末に工場は取り壊され、その後はビジネスパークや住宅地に姿を変えている。
現在、敷地内にはブルックランズ博物館 (Brooklands Museum) があり、クラブハウスなどの往年の佇まいを再現し、所蔵する自動車や航空機を公開している。2009年には世界に2基しかないコンコルドのフライトシミュレータのうち1基がブリティッシュ・エアウェイズから寄贈され、訪問者は元機長のレクチャー付きで操縦体験をすることができる。2006年にはメルセデス・ベンツの英国拠点「Mercedes-Benz World」もオープンし、かつての飛行場跡地に大型試乗コースが完成した。

## 備考
- 1907年（明治40年）のサーキットのオープニングレースには、大倉財閥の2代目大倉喜七郎（ホテルオークラ創業者）が出場して2位に入賞しており、日本人で最初に世界的なレースに出た人物といわれる[12]。また、1937年のキャンベル・サーキットのオープニングレースでは、タイの王族プリンス・ビラが優勝した[8]。
- 2009年、ジェームズ・メイが司会を務めるBBCの人気番組『James May's Toy Stories』の企画 (Episode4) として、ブルックランズの旧コースにレールを並べてスロットカーを走らせた。ボランティア300人の協力により出来上がった2.953マイル (4.752km) のコースは「最も長いスロットカートラック」としてギネス世界記録に認定された[13]。
- ディスカバリーチャンネル『名車再生!クラシックカー・ディーラーズ』では、2011年に放送されたシリーズ8エピソード4の中で、レストア後のオースチン・ヒーレー・スプライトのテストを行うコースとして旧コース（バンク部分）及びテストヒルを使用しており、同時点でのコースの状態を知ることができる。